# 霍赫费尔登
霍赫费尔登（德語：Hochfelden）是瑞士联邦苏黎世州比拉赫区的市镇。该市镇面积为6.16平方千米，海拔高度399米，2018年12月31日人口数为1,932。

## 外部連結
- 霍赫费尔登官方网站 （页面存档备份，存于） （德文）